# Ganshoren
Ganshoren – miasto i gmina w Belgii, jedna z 19 w dwujęzycznym Regionie Stołecznym Brukseli, w Okręgu Stołecznym Brukseli. 1 stycznia 2023 liczyła 25 548 mieszkańców.
Ta mała gmina jest niemal zupełnie zabudowana, jedynymi większymi terenami zielonymi są 10 ha park zamkowy Alberta oraz park Roi Baudouin (Koning Boudewijnpark). Z obiektów wartych zobaczenia jest zamek Rivieren oraz znajdująca się kilka metrów poza granicą gminy Narodowa Bazylika Najświętszego Serca (Sacré-Cœur / Heilig Hart)w Koekelbergu.
Przez Ganshoren przebiega nazwana na cześć cesarza Karola V Avenue Charles-Quint, która jest ważną arterią drogową (autostrada A10) w kierunku jego rodzinnego miasta Gandawy.

## Współpraca
Miejscowość partnerska:
- Rusatira, Rwanda